# Laurin & Klement GDV
Laurin & Klement GDV byl model automobilu vyráběný firmou Laurin & Klement od roku 1909 do roku 1917. Vyrobilo se celkem 366 kusů.
Stejně jako ostatní vozy Laurin & Klement měl motor uložený vpředu s pohonem zadních kol, tuhou nápravu a listová pera. Vůz měl motor SV a třístupňovou převodovku, objem byl 2660 cm³, výkon 18 kW (24 koní), velikost vrtání 84 mm a zdvih 120 mm. Vůz dosahoval maximální rychlosti 60 km/h.
Model představený firmou v dubnu 1910 nahrazoval starší model Laurin & Klement F. Vůbec největší množství ze všech vyrobených kusů bylo zhotoveno v úpravě pro taxislužby, s čtyřmístným krytým prostorem k sezení vzadu a odkrytým sezením pro řidiče. Modely GDV sloužily jako autodrožky např. v Praze, Vídni, Paříži, Budapešti, Káhiře, Kyjevě a okolo 150 jich bylo dodáno také do Petrohradu, tehdejšího hlavního města Ruského impéria. V dalších úpravách vznikly pak menší série modelů GDVR, GDVT, GDVC2, GDVC4 a RC4.